# تطور العناكب

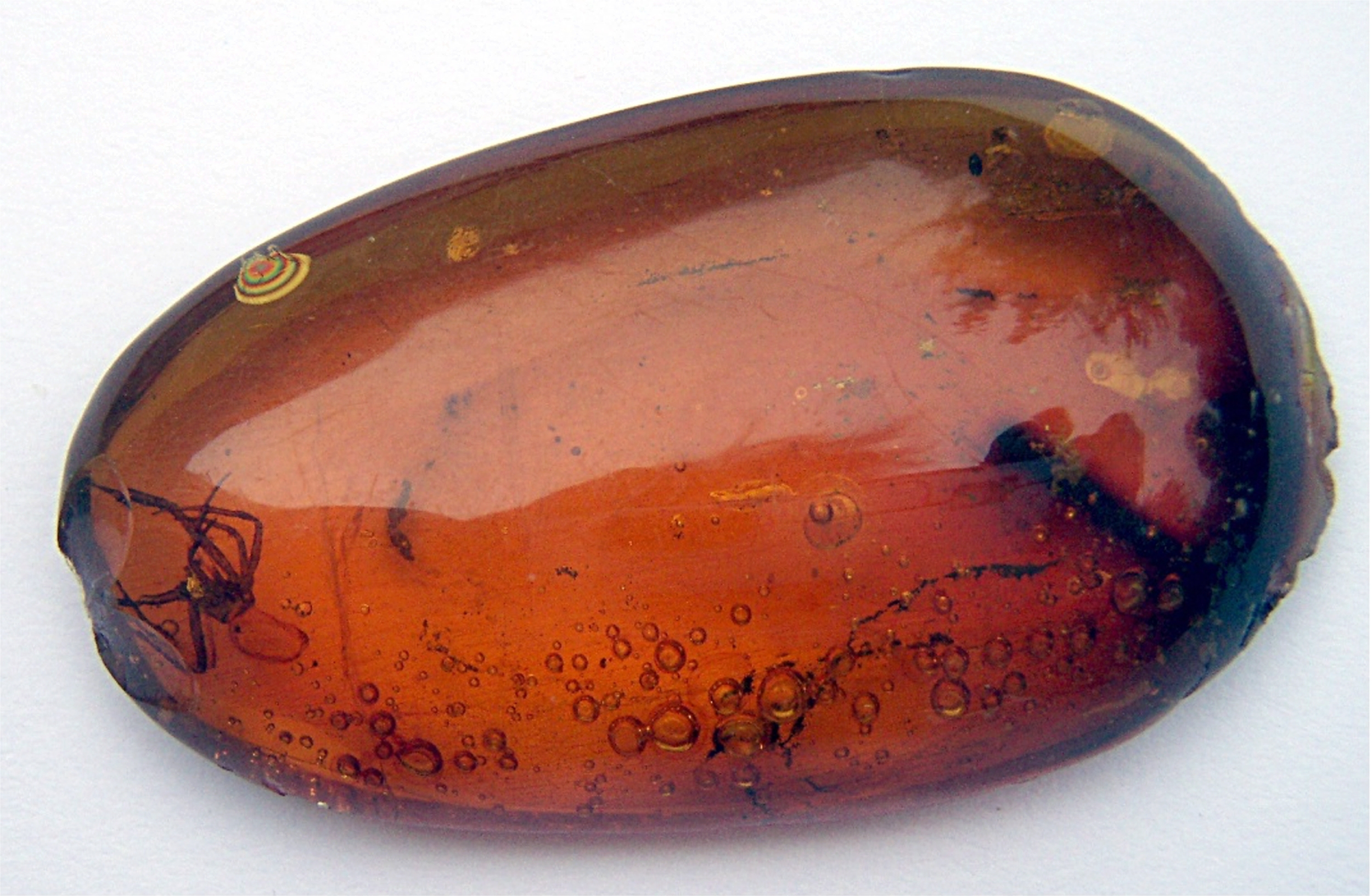
عنكبوت في عنبر البلطيق

تطور العناكب ظل مستمرا منذ 380 مليون سنة على الأقل، منذ أول عناكب حقيقية (رقيقة الخصر وهي عناكب تطورت من سرطانات البحر تشبه أجداد كلابيات القرون. 
أكثر من 45,000 نوع (تصنيف) قد وصفت، ونظمت وصنفت في 3958 جنسا و 114 فصيلة. [قد يكون هناك أكثر من 120,000 من الأنواع.
التطورات الرئيسية في تطور العناكب تشمل تطوير مغازل الخيوط الصناعية وإفراز الحرير.

## العنكبيات المبكرة
من بين أقدم المفصليات على الأرض المعروفة هي Trigonotarbids, أعضاء في فصيلة منقرضة من المفصليات تشبه العنكبوت.
Trigonotarbids تشترك في العديد من الخصائص السطحية مع العناكب، بما في ذلك نمط الحياة الأرضية، والتنفس عن طريق رئة الكتاب، وتمشى على ثمانية أرجل، مع زوج من الأقدام مثل الساق لامسة بالقرب من الفم وأجزاء الفم. الحجج لا تزال مفتوحة بشأن ما إذا كانت لديها القدرة على إفراز الحرير. وكان هذا الفكر الشعبي لبعض الوقت، حتى وصفته إحدى الأحفورات غير المنشورة مع تواجد درنات صغيرة متميزة على الأرجل الخلفية، على غرار تلك المستخدمة من قبل العناكب للتوجيه والتحكم في الحرير الخاص بهم.
بغض النظر، لا تعتبر trigonotarbids من العناكب الحقيقية، ولكن قد أعتبرت بدلا من ذلك مجموعة مستقلة من العناكب لاتعتبر أسلافا مباشرة للعناكب الحديثة.

## ظهور العناكب الحقيقية
في مرحلة من المراحل كان يعتقد أن أقدم عنكبوت أحفوري هو كونه  Attercopus  الذي عاش 380 خلال العصر الديفوني. Attercopus وضعت باعتبارها شقيقة مصنفة لجميع العناكب الحية، ولكن الآن تم تفسيرها كعضو مستقل من الرتيلاوات المنقرضة التي يمكن أن تنتج الحرير، ولكن لم يكن لديها مغازل حقيقية.
أقدم العناكب الحقيقية هي تعود في العمر، إلى عصر فحمي أو حوالي 300 مليون سنة. معظم هذه تعد من أوائل العناكب الأحفورية المجزأة من مقاييس المعايرة الفحمية في أوروبا وأمريكا الشمالية ربما تنتمي إلى عناكب مقطعة، أو شيئا من هذا القبيل، مجموعة من العناكب البدائية مع المغازل تحت منتصف البطن، وليس في نهاية الجسم كما هو الحال في العناكب الحديثة. وربما كانت كائنات مفترسة أرضية، التي تعيش في أرجل الذئبيات وسرخس الغابات العملاقة في منتصف أواخر الدهر القديم، حيث من المفترض أن تكون حيوانات مفترسة تقتات المفصليات البدائية الأخرى. وربما استخدم الحرير باعتباره مجرد غطاء لحماية البيض وبطانة للحفرة التي تحوى الصغار، وبعد ذلك ربما لبسط شبكة الحرير الرقيقة على الأرض ولبناء الباب المسحور.
وحيث أن الحياة النباتية والحشرات أكثر تنوعا فكذلك أيضا استخدام العنكبوت للحرير. العناكب صاحبة المغازل في نهاية البطن، وهي (رتيلاء الشكل العناكب الغزيرة شعر البطن وتدعى الراتيلات (ملقطيات الفك) ظهرت قبل أكثر من 250 مليون سنة، ويفترض تعزيز تطور شبكات ومتاهات أكثر تفصيلا لالتقاط الفرائس سواء على الأرض وأوراق الشجر، فضلا عن تطوير طريق آمن للانسحاب. أقدم mygalomorph،  Rosamygale , وقد وصفت من العصر الترياسي من فرنسا، وتنتمي إلى الفصيلة الحديثة Hexathelidae. العناكب العظيمة من Permo-Carboniferous كان يعتقد أن العنكبوت mygalomorph العملاق مع طول الجسم من 1 قدم (34 سم) وطول الساق من فوق 20 بوصة (50 سم)، أكبر العناكب المعروفة عاشت على سطح الأرض، ولكن الفحص اللاحق من قبل خبراء أنه كان في الواقع معتدل الحجم مثل عقرب البحر.
من قبل العصر الجوراسي، وشبكات العناكب الهوائية المتطورة من العنكبوت الغازل كبير المقلة قد وضعت بالفعل للاستفادة من مجموعة تنوع سريعة من الحشرات. إن شبكة العنكبوت المحفوظة في العنبر، ويعتقد أنها تبلغ 110 ملايين سنة، حيث تشير الأدلة أنها شبكة تتميز بالكمال ل"أورب ويب"، الأكثر شهرة، يعتقد أن النوع الدائري واحد عند تخيل شبكات العنكبوت. دراسة الانجراف من تلك الجينات التي يعتقد أنها تستخدم لانتاج يوحي بسلوك الغزل على شبكة الحرير أن غزل عنكبوت كبير المقلة كان في مرحلة متقدمة قبل ما يصل إلى 136 مليون سنة. واحدة من هذه، ال العنكبوت الغازل كبير المقلة Mongolarachne jurassica, from about 165, recorded from Daohuogo، منغوليا الداخلية in China, is the largest known fossil spider.